# Azrieli Group
Azrieli Group é um conglomerado israelense, sediado em Tel Aviv.

## História
A companhia foi estabelecido em 1982 por David Azrieli.

## Holdings

### Shoppings
- Ayalon Mall
- Hanegev Mall
- Jerusalem Mall

### Diversos
- Buy2 eCommerce (100%)
- Granite HaCarmel (100%)
  - Sonol
  - Tambour
- Bank Leumi (approx. 4.8% holding)
- Leumi Card (20% holding)